# Villa La Vigie (Roquebrune-Cap-Martin)
Pour les articles homonymes, voir Villa et Vigie (homonymie).
La villa La Vigie est une villa-palais de 1902, de style néo-classique, au bord de la mer Méditerranée à Roquebrune-Cap-Martin (entre Monaco et la frontière franco-italienne) sur la Côte d'Azur dans les Alpes-Maritimes en Provence-Alpes-Côte d'Azur. Elle est une des nombreuses résidences du célèbre grand couturier Karl Lagerfeld (1933-2019) entre 1986 et 2000.

## Histoire
En 1902 l'aristocrate et homme politique britannique Sir William Ingram fait construire cette luxueuse villa de prestige de 600 m2 habitable, sur trois étages, sur un vaste parc arboré et paysagé en jardin exotique, avec vue panoramique dominante privilégiée sur la baie de Roquebrune-Cap-Martin, sur la Principauté de Monaco, sur les plages de Monte-Carlo et du Larvotto, et sur mer Méditerranée...

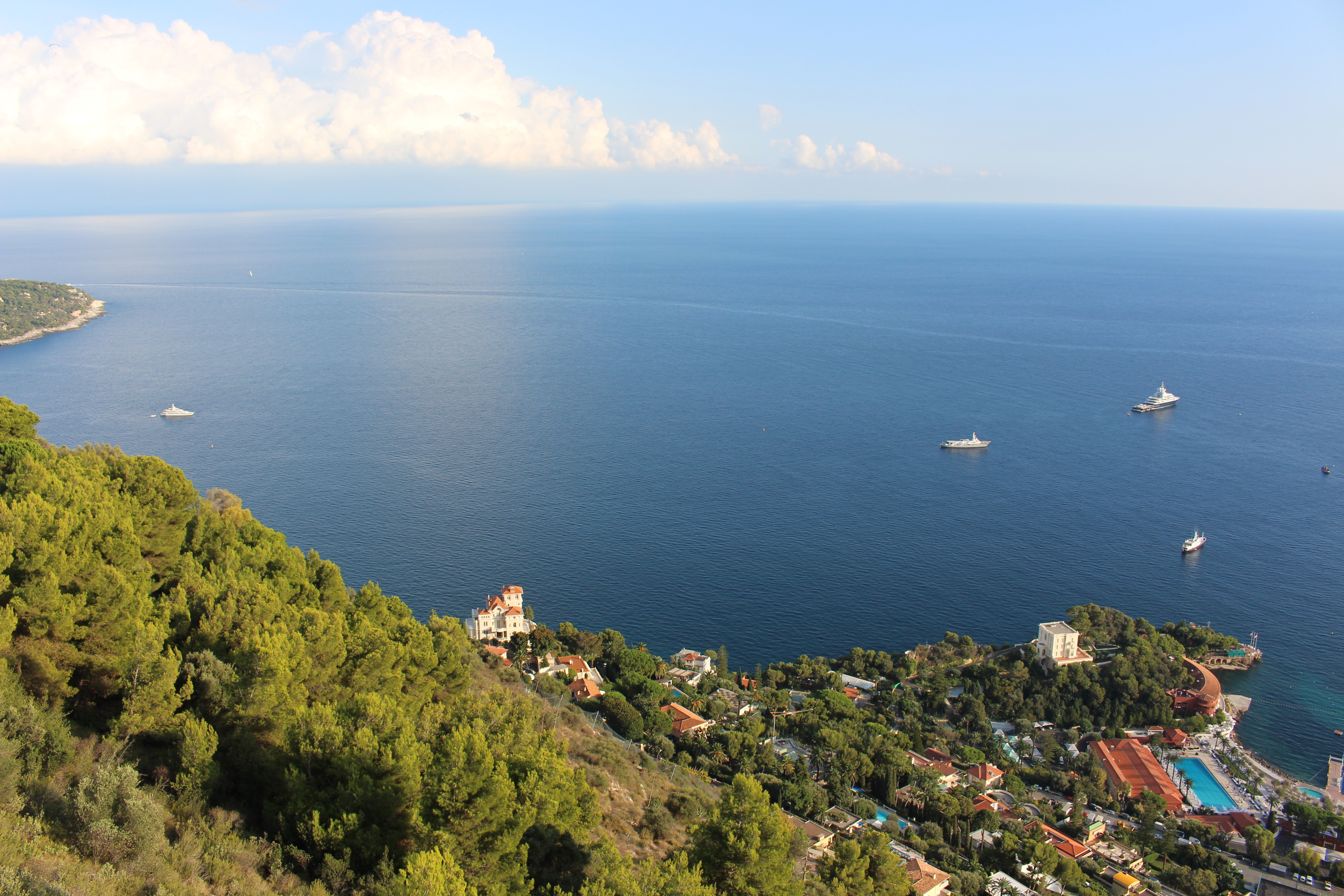
Vue panoramique sur villa La Vigie, Monte-Carlo Beach, et mer Méditerranée.
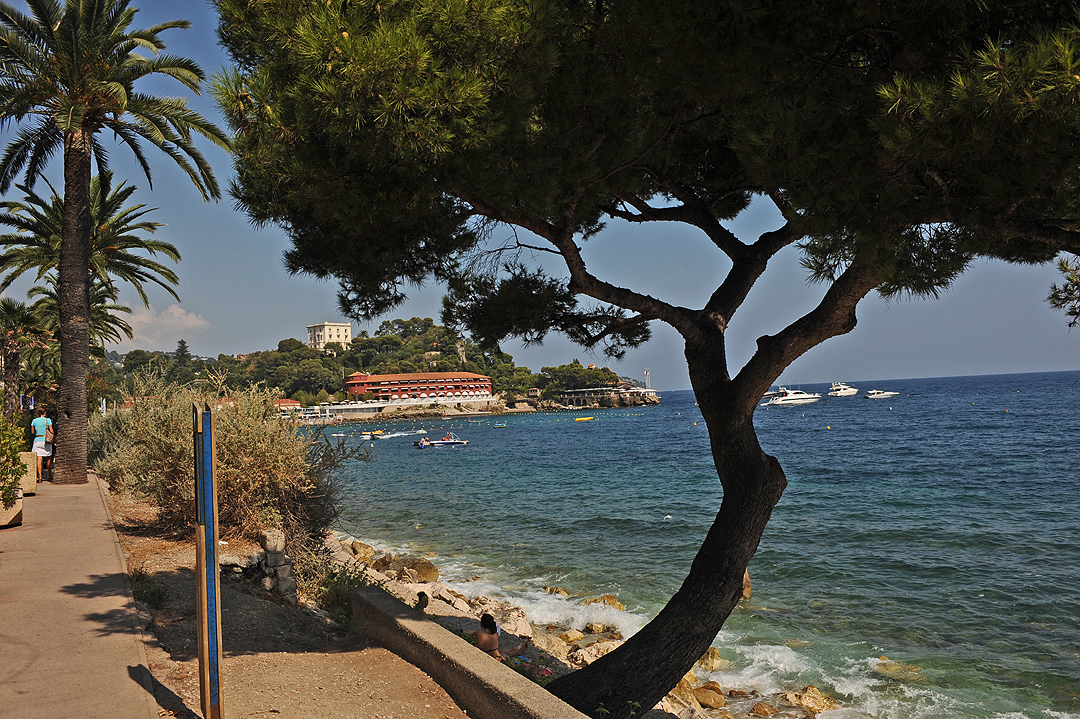
Vue depuis l'avenue Princesse Grace du Larvotto.
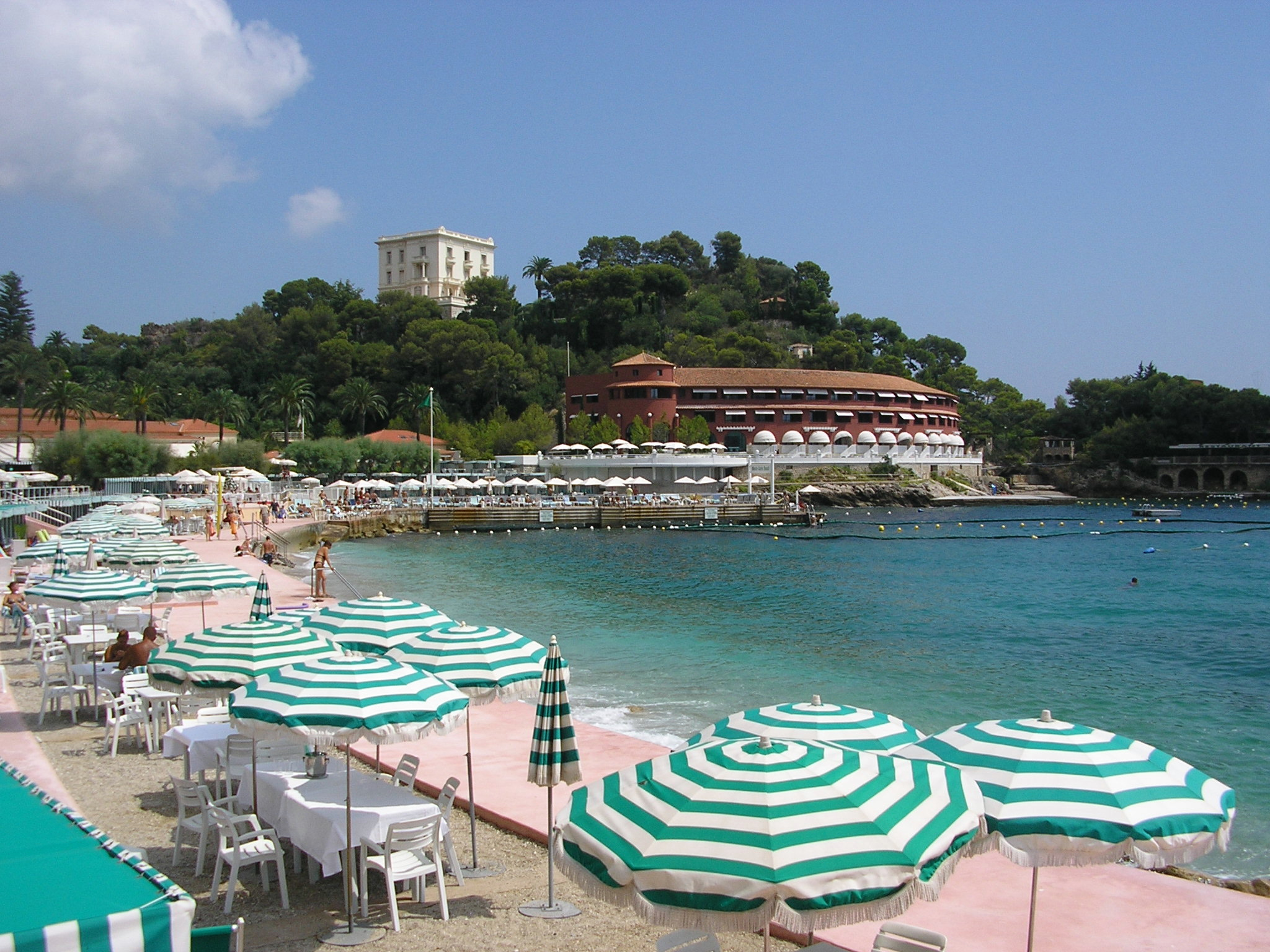
Vue depuis la plage du Monte-Carlo Beach.

En 1929 la Société des bains de mer de Monaco (SBM) du prince Louis II de Monaco, acquiert une partie du domaine (coté Monaco-Monte-Carlo) pour y faire construire le palace de prestige Monte-Carlo Beach, sur l'actuelle avenue Princesse-Grace de la route du bord de mer, par l'architecte Roger Séassal (en contrebas du Monte Carlo Country Club de 1925, du tournoi de tennis de Monte-Carlo).

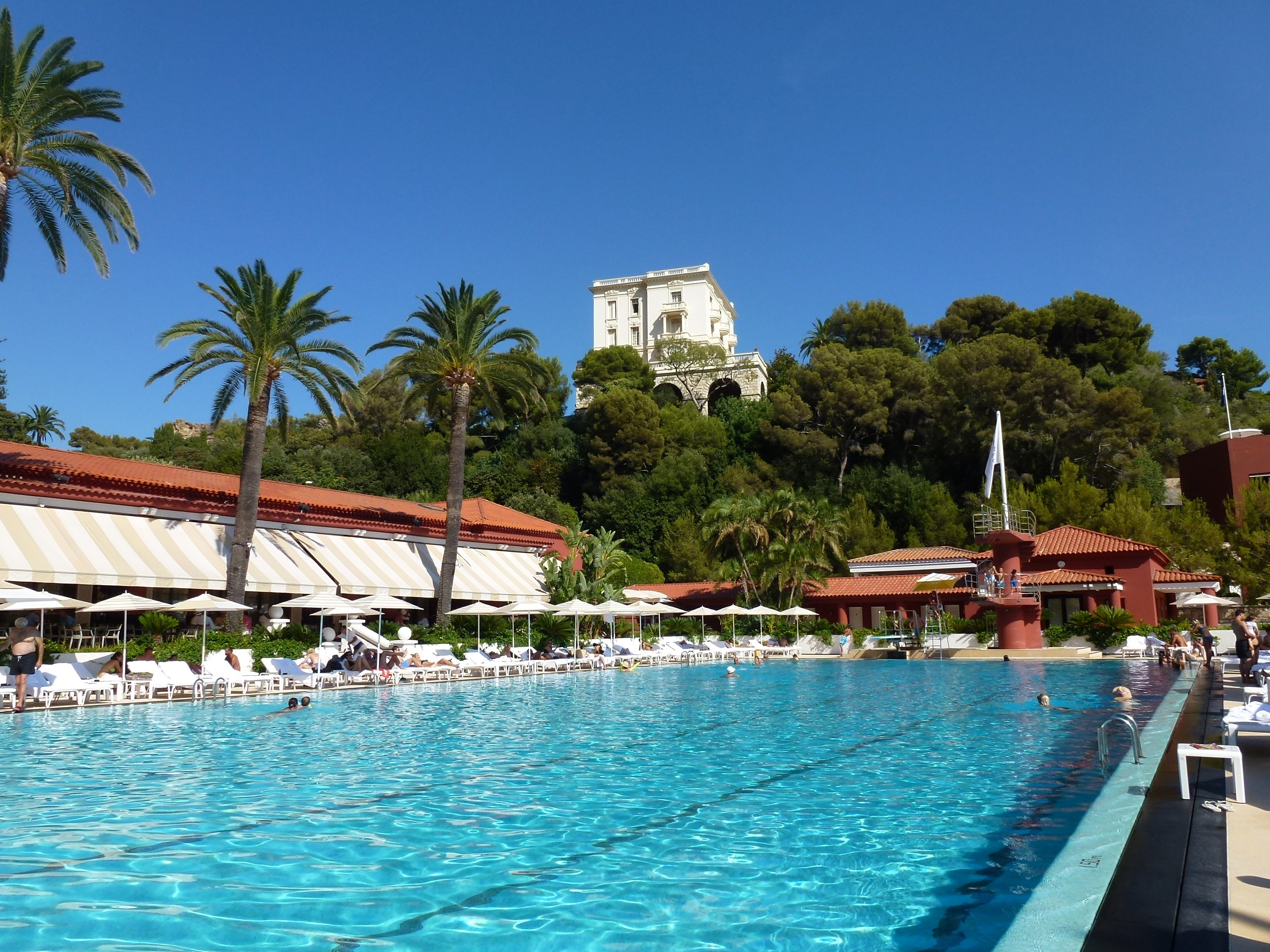
Vue depuis la piscine du Monte-Carlo Beach.
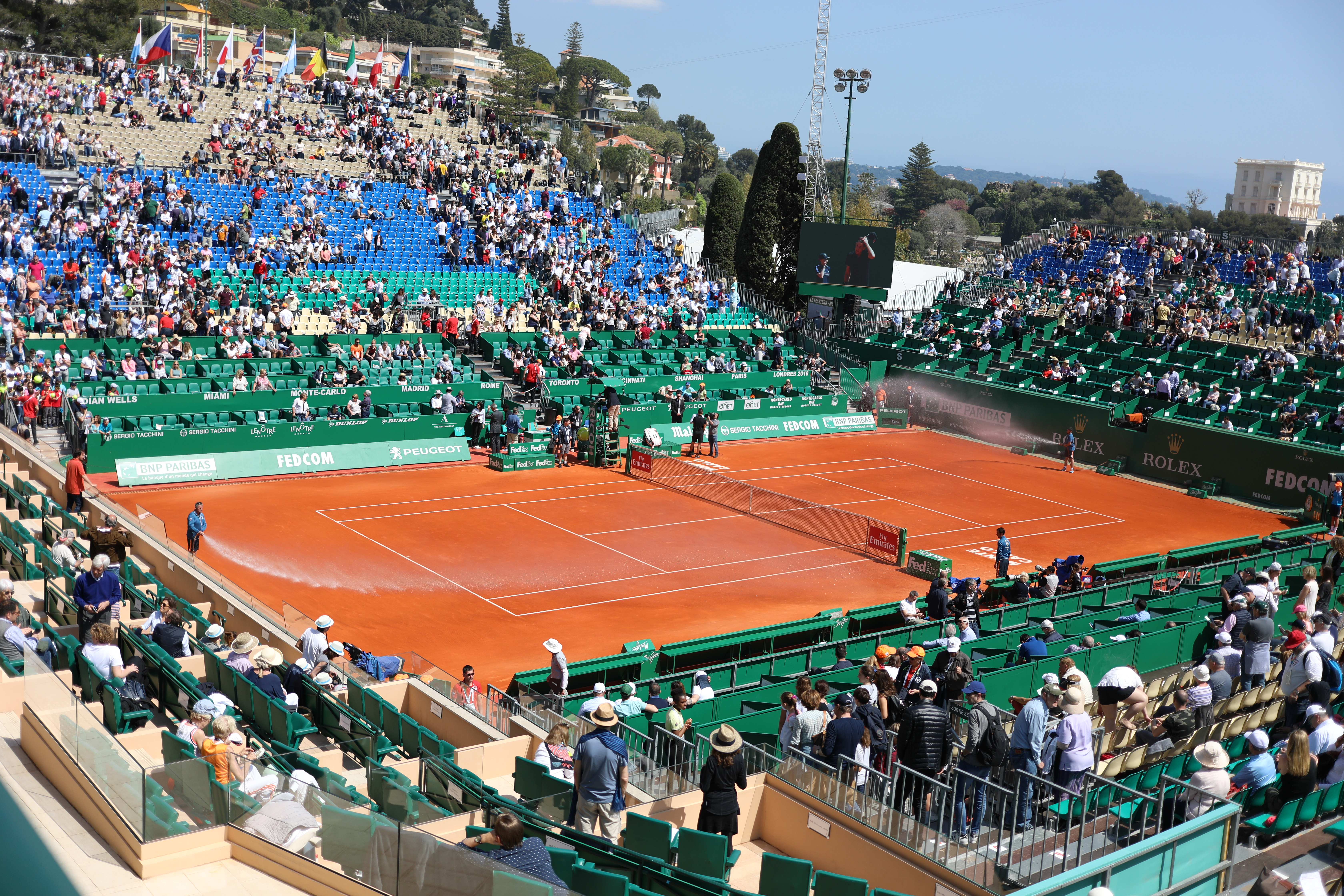
Vue depuis le tournoi de tennis de Monte-Carlo.
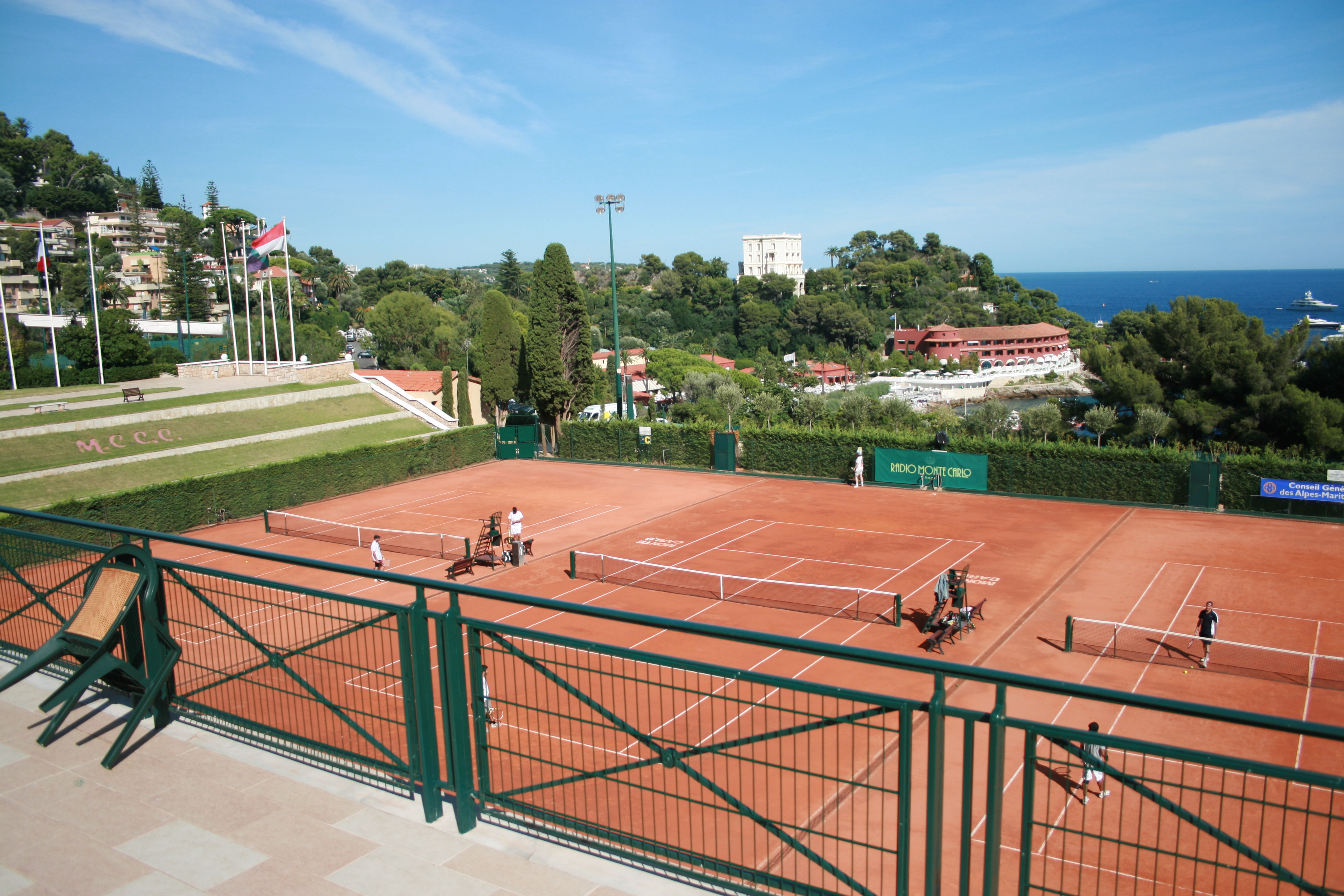
Vue depuis le Monte Carlo Country Club du tournoi de tennis de Monte-Carlo.

Durant la Seconde Guerre mondiale la villa est occupée comme poste d'observation par l'Allemagne nazie. 
Elle est acquise en 1952 par la Société des bains de mer de Monaco du prince Rainier III de Monaco, qui y entreprend d'importants travaux de rénovation, et la loue à divers occupants, dont en particulier Karl Lagerfeld (célèbre grand couturier de Chanel, qui y séjourne régulièrement de 1986 à 2000, y entreprend pour 14 millions de dollars de travaux de rénovation, et y reçoit de nombreux invités de prestige,
).
Elle est à ce jour proposée à la location touristique de luxe. 